# 2009 au Bénin
Cet article présente les faits marquants de l'année 2009 au Bénin.

## Évènements

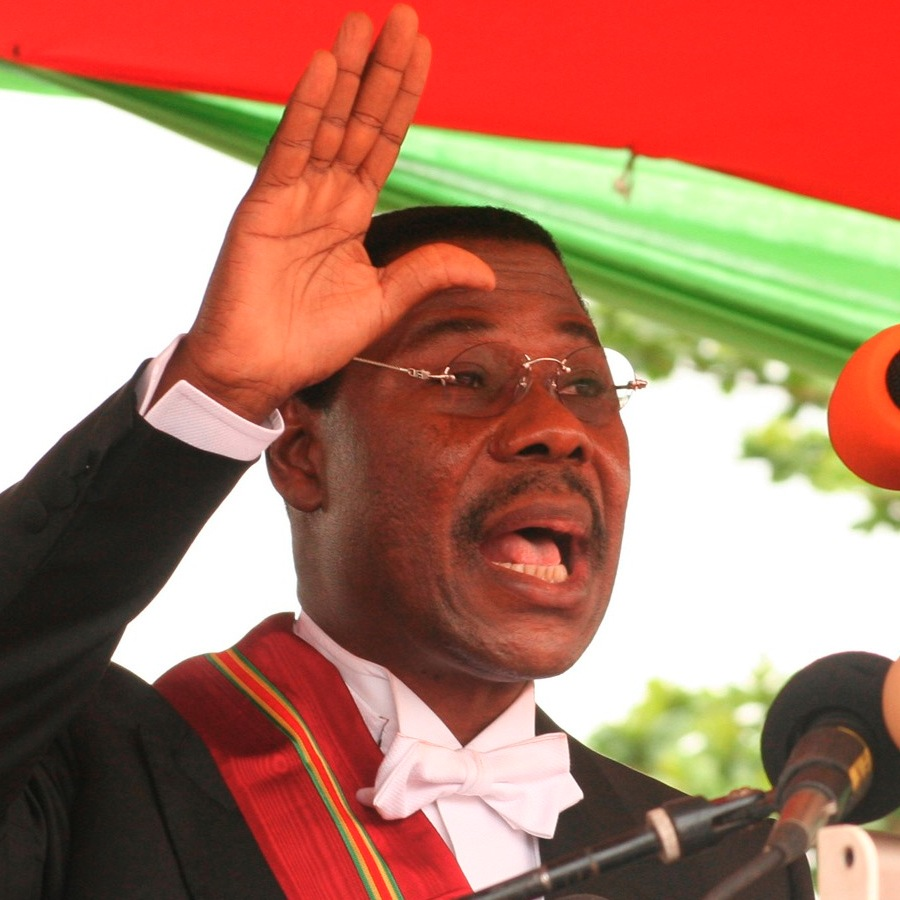
Yayi Boni (Avril 2006)

- (Avril 2006)'Lundi 20 avril 2009' : le président Yayi Boni, économiste de profession, est à Paris pour une visite de travail de cinq jours. Il doit se rendre à l’Unesco et aura également un entretien avec le président français Nicolas Sarkozy pour s'entretenir « de la crise financière actuelle, de la question de la représentativité des pays africains dans les instances du G20 et des échanges commerciaux » bilatéraux. En prélude au somment du G20 de Londres début avril, le président Boni Yayi avait adressé à Nicolas Sarkozy un courrier dans lequel il plaidait pour une meilleure implication de l’Afrique dans les discussions pour l’aide au développement. Il avait également souhaité un renforcement de la réglementation et de la surveillance du système financier international et une amélioration de la gouvernance des institutions financières internationales.

- Jeudi 7 mai 2009 : premiers cas suspects de grippe A (H1N1).

- Dimanche 21 juin 2009, l’équipe du Bénin de football a rencontré au Stade du 26 mars à Bamako l’équipe du Mali dans un match comptant pour la qualification pour la CAN et la coupe du monde 2010. Le Mali l’a emporté 3 à 1 (Buts de Modibo Maïga, Mamadou Diallo et Frédéric Kanouté pour le Mali; but de Séïdath Tchomogo pour le Bénin).L’équipe des écureuils était composée de Yoann Djidonou, Félicien Singbo, Anicet Adjamossi, Khaled Adenon, Koffi Damien Chrysostome (capitaine), Séïdath Tchomogo, Romuald Boco, Jocelyn Ahoueya, Nouhoum Kobéna, Jean Louis Pascal Angan, Mouri Ogunbiyi, Mickaël Poté, Stéphane Sessègnon, Gariga Abou Maïga[1]

- Mercredi 10 juin 2009 : le conseil des ministres extraordinaire décrète un deuil national de 3 jours, par solidarité avec le Gabon, en l'honneur du président gabonais Omar Bongo Ondimba, « l'ami, le grand-frère sur lequel tous pouvaient compter  ». Le président Boni Yayi, assistera aux obsèques de son homologue le 18 juin à Franceville, dans sa région natale du Haut-Ogooué[2].

- Lundi 13 juillet 2009 : le président Boni Yayi suspend le ministre de l'urbanisme François Noudégbessi pour corruption, « en attendant de clarifier une affaire de surfacturation et de détournement de fonds publics portant sur environ 9,7 millions d'euros décaissés à l'occasion du sommet de la Cen-Sad [Communauté des États Sahélo-sahariens] au Bénin » début 2009. « Le ministre des Finances, Soulé Mana Lawani, qui a été limogé il y a trois semaines pour avoir pris un arrêté ayant une incidence financière de 10,6 millions d'euros par an sur le budget national sans l'accord préalable du président, est aussi suspecté dans cette affaire ». Élu président en mars 2006, Yayi Boni, un ancien banquier, avait fait campagne sur le changement, le retour de la croissance économique et la lutte contre la corruption. Le Bénin était alors en proie à une crise économique profonde, aggravée par la corruption et la mauvaise gestion des finances publiques[3].

- Vendredi 7 août 2009 : le ministre de l'Économie portuaire, Issa Badarou-Soulé annonce que le groupe français Bolloré obtient la concession du Port autonome de Cotonou : « L'offre de Bolloré était à l'analyse du dossier une offre exceptionnelle et la plus complète. Elle entre entièrement dans notre vision de développement. C'est pourquoi nous lui accordons la concession du port ». La société choisie devra verser au trésor public béninois 15,25 millions d'euros avant la signature du contrat de concession. Poumon de l'économie nationale, le Port autonome représente 90 % des échanges avec l'étranger et plus de 60 % du PIB du pays. Le port dessert les pays de l'hinterland, tels que le Mali et le Burkina Faso. Il est également le premier port de transit du Niger, pays frontalier totalement enclavé, notamment pour l'exportation de l'uranium extrait dans le nord nigérien par le numéro un mondial du nucléaire civil, le groupe français Areva[4].

- Lundi 12 octobre 2009 : l’ancien président français Jacques Chirac — s'exprimant devant les présidents du Bénin, du Burkina Faso, de Centrafrique, du Congo Brazzaville, du Niger, du Sénégal et du Togo — lance depuis Cotonou une campagne internationale contre les médicaments contrefaits et appelle à une conférence mondiale en 2010 à Genève en vue d'une « Convention internationale de lutte contre les faux médicaments » : De toutes les inégalités, la plus blessante est l'inégalité devant la santé […] Qu'on ne me dise pas qu'il ne s'agit pas d'un crime !. Selon l'Organisation mondiale de la santé, le trafic des faux médicaments correspondrait à 10 % du marché pharmaceutique mondial, soit quelque 45 milliards d'euros[5].

- Mardi 24 novembre 2009 : des pirates ont attaqué dans la nuit, de lundi à mardi, un pétrolier, le « Cancale Star », à 18 miles au large des côtes du Bénin. Ce navire long de 230 mètres avait à son bord 24 membres d'équipage de nationalité lituanienne, ukrainienne, russe et philippine. Le chef mécanicien aurait été tué[6].